# 화양소년소녀
《화양소년소녀》(중국어 간체자: 花样少年少女, 정체자: 花樣少年少女, 병음: Huāyàng shàonián shàonǚ 화양사오녠사오뉘[*], 한자음: 화양소년소녀)는 중화민국 CTS(華視), SET(八大電視台)의 드라마로, 일본의 만화가 나카조 히사야의 순정 만화인 ‘아름다운 그대에게’를 번안하여 제작하였다.주인공은 오존, 왕동성, 엘라가 있으며, 대만에서 최고시청률을 끌었던 드라마 중 하나이다. 현재 KBS드라마에서 매주 월~수 10:45분에 방송하고 있으며, 한국에서의 시청률 역시 높다고 한다.

## 주요인물
- 루뤼시(盧瑞莃)-엘라(ELLA)
- 쭤이취안(左以泉)-오존 (1979년)
- 진슈이(金秀伊)-왕동성

## 제작진
- 감독-뉴승택(總).왕명태.장옥민.임청방(執行)
- 제작-진지함
- 연출-풍가서.제석린.왕신귀

## 화양소년소녀OST
- 즘요판(怎麼辦)-S.H.E
- 전속천사(專屬天使)-TANK